# Laurel Aitken
Laurel Aitken właściwie Lorenzo Aitken (ur. 22 kwietnia 1927 w Santiago de Cuba, zm. 17 lipca 2005 w Leicester) znany również jako Godfather of Ska, Boss Skinhead, El Cubano – muzyk jamajski.

## Dyskografia (wybrane albumy)
- The Legendary Godfather Of Ska Vol.1 – 1989
- The Story So Far – 1995
- The Pama Years 1969-71 – 1998
- En Espagnol – 1999
- The Godfather Of Ska – 2000
- With Court Jester's Crew – Jamboree – 2001
- Rise & Fall – 2001
- Rudi Got Married – 2002
- Live At Club Ska – 2002
- Ska with Laurel